# Gleb Ouspenski
Gleb Ouspenski, né à Toula le 13 octobre 1843 (25 octobre dans le calendrier grégorien) et mort à Saint-Pétersbourg le 24 mars 1902 (6 avril dans le calendrier grégorien), est un écrivain russe.

## Biographie
Il étudie à l'université de Moscou mais doit abandonner ses études en 1863 par manque d'argent. Il travaille alors dans différents journaux puis écrit un recueil de nouvelles, Les Mœurs de la rue Rasteriaïev (1866) qui établit sa réputation. Il devient ensuite l'un des principaux rédacteurs des Annales de la Patrie, le principal magazine littéraire russe. Partisan du populisme, il écrit des romans sur les conditions de vie et de travail de la paysannerie russe. Son roman le plus connu, La Puissance de la terre, est publié en 1882. Il souffre de troubles mentaux à partir du milieu des années 1890 et finit ses jours dans un asile de Saint-Pétersbourg.

## Œuvres principales
- Les Mœurs de la rue Rasteriaïev (1866, nouvelles)
- La Ruine (1871, nouvelles)
- Le Paysan et le travail du paysan (1880, roman)
- La Puissance de la terre (1882, roman)

## Œuvres traduites en français
- Le poulet à la vapeur (Паровой цыплёнок, 1889)
  - Gleb Ouspenski (trad. du russe par Michel Tessier), Le poulet à la vapeur, Éditions Marques, coll. « Bibliothèque Russe et Slave », 2001, 19 p.